# Nikolaikirche (Flensburg)

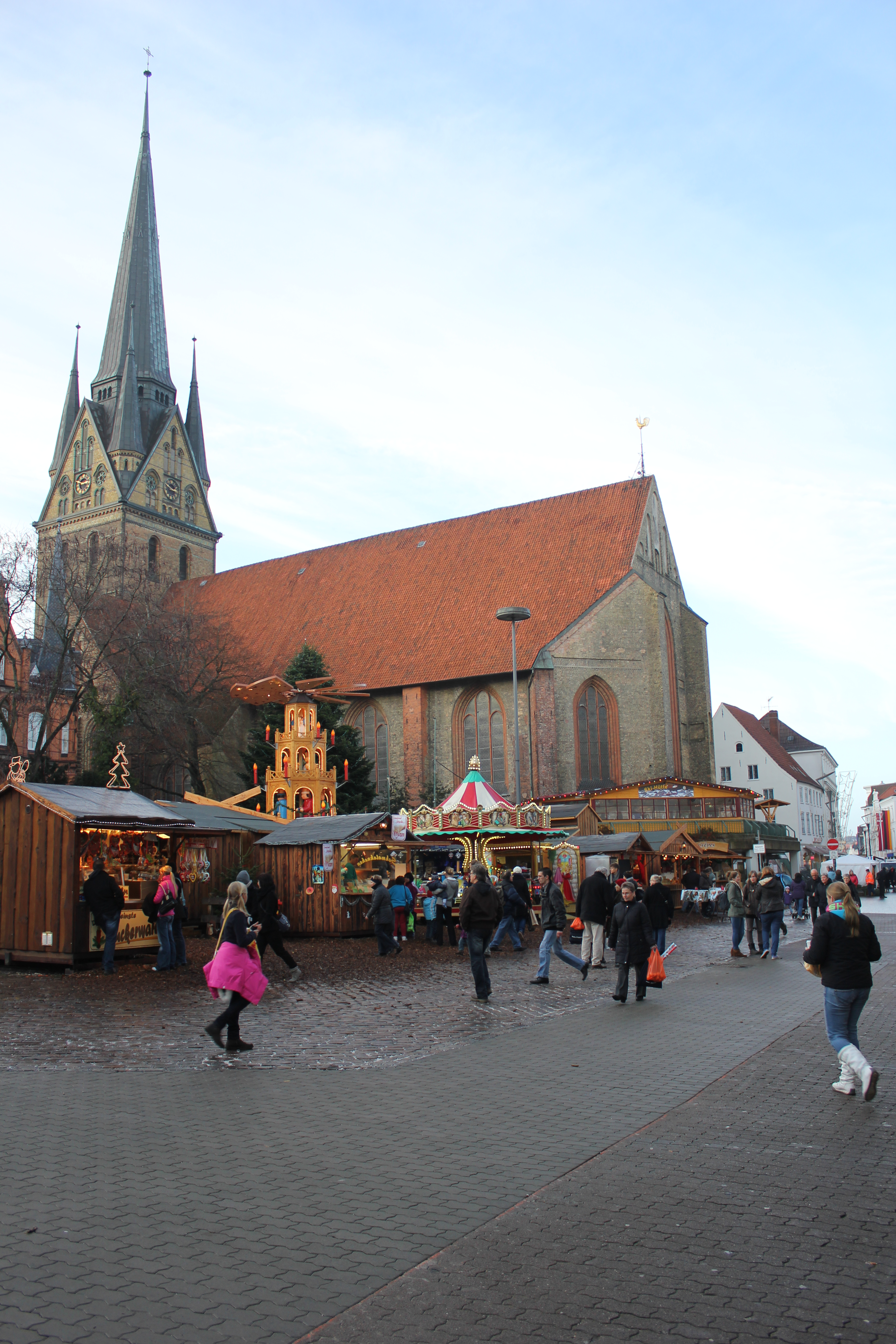
Nikolaikirche am Südermarkt Ende November 2011 (mit Weihnachtsmarkt)

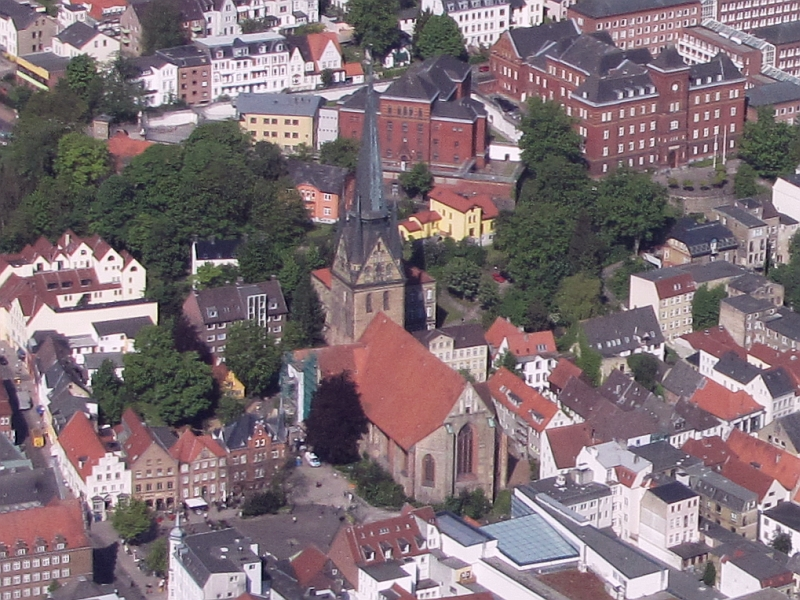
Luftbild St.-Nikolai-Kirche (Kulturdenkmal) am Südermarkt bzw. Nikolaikirchhof 8 in der Flensburger Altstadt (Foto 2012)

Die St.-Nikolai-Kirche (dänisch: Nikolaikirken; niederdeutsch Nikolaienkark) ist eine der Hauptkirchen von Flensburg. Sie grenzt unmittelbar an den Südermarkt und bildet damit städtebaulich das Zentrum des jüngsten der vier historischen Flensburger Siedlungskerne.

## Baubeschreibung
Die gotische Hallenkirche ist dem heiligen Nikolaus geweiht. Der Kirchenraum ist eine dreischiffige Stufenhalle, deren Bau um 1390 begonnen und um 1440 nach Osten – über einen Vorgängerbau, der vor dem Jahr 1332 entstanden war, hinweg – fortgesetzt wurde. Das 52 Meter lange und 21 Meter breite Bauwerk weist nach Osten. Die Seitenschiffe werden vom Mittelbau durch sechs Paare mächtiger runder Backsteinpfeiler getrennt, die den Blick hin zum Altar leiten. Es erscheint dem Betrachter zunächst so, als gäbe es vor den Stufen des Altarraumes noch ein Querschiff, tatsächlich aber nehmen nur die Pfeilerabstände zu. Die vier hinteren Gewölbejoche (1. Bauabschnitt 1390 bis 1440) sind kürzer als die späteren (1440 bis 1480). Über dem Altarraum und dem freien Raum vor dessen Stufen ist das Gewölbe nahezu quadratisch, das letzte Joch ist wieder verkürzt. Der First des Bauwerks liegt auf einer Höhe von 40 Metern. Der Kirchturm ist mit 90 m einer der höchsten in Schleswig-Holstein und der höchste der Stadt Flensburg. Der neugotische Turmaufsatz wurde erbaut, nachdem die alte gotische Turmspitze 1878 durch einen Blitzschlag zerstört worden war. Seit 1878 befinden sich im Turm drei Stahlglocken des Bochumer Vereins, die die bei dem Turmbrand geschmolzenen Glocken aus dem Jahr 1871 (Glockengießer Jauck in Leipzig) ersetzten. Außerdem befindet sich im Turm seit 1909 ein Glockenspiel aus 17 Glocken, die bei M & O Ohlsson in Lübeck gegossen wurden. Der Sage nach sollen die Kirchenglocken von St. Nikolai „Bürgermeister und Rat“ rufen. Das Flensburger Rathaus ist ganz in der Nähe.
Wegen ihrer besonderen Gestalt wurde die Kirche 2018 in die europäische Route der Backsteingotik aufgenommen. Die bis zu drei Meter tief in den Erdboden eingegrabene Nordseite der Kirche und der weiße Dispersionsfarbenanstrich des Innenraums, der in den 1950er Jahren die Ausmalung des 19. Jahrhunderts und die Reste mittelalterlicher Malereien überdeckte, führten zu Feuchtigkeitsschäden und erfordern Abdichtungs- und Restaurierungsarbeiten.

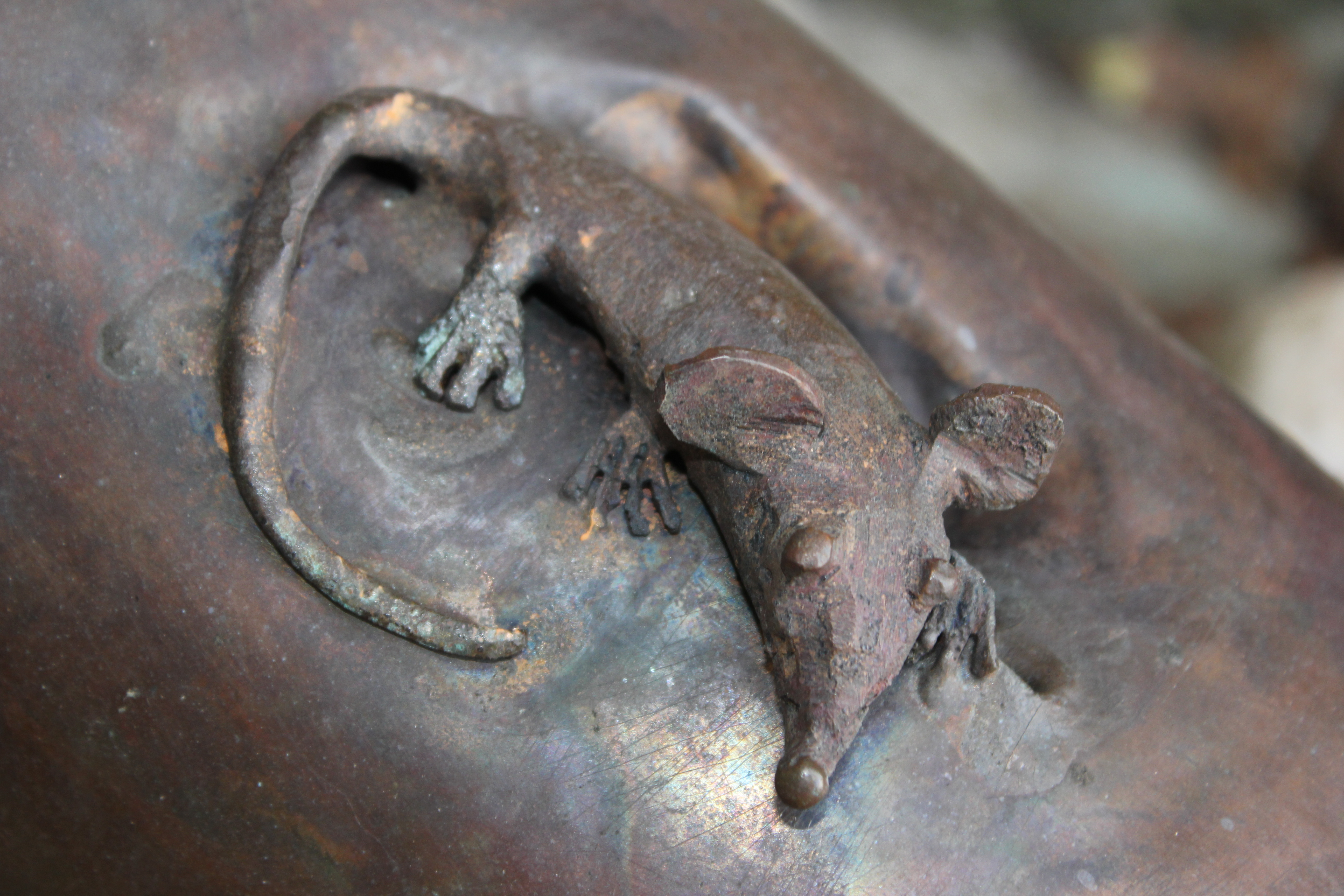
Kirchenmaus von St. Nikolai an einer Regenrinne
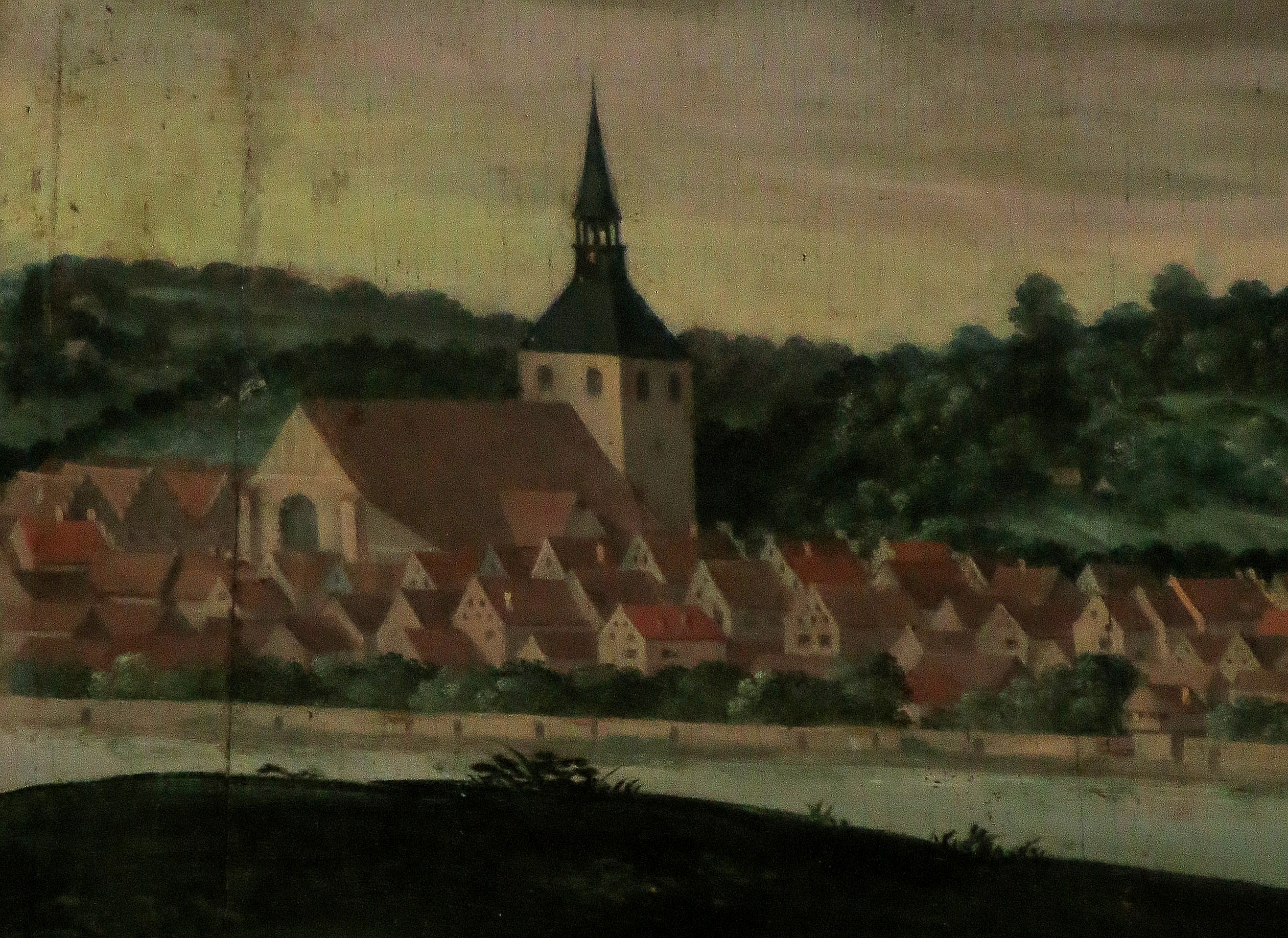
Die Nikolaikirche im 16. Jahrhundert, mit dem alten Turm
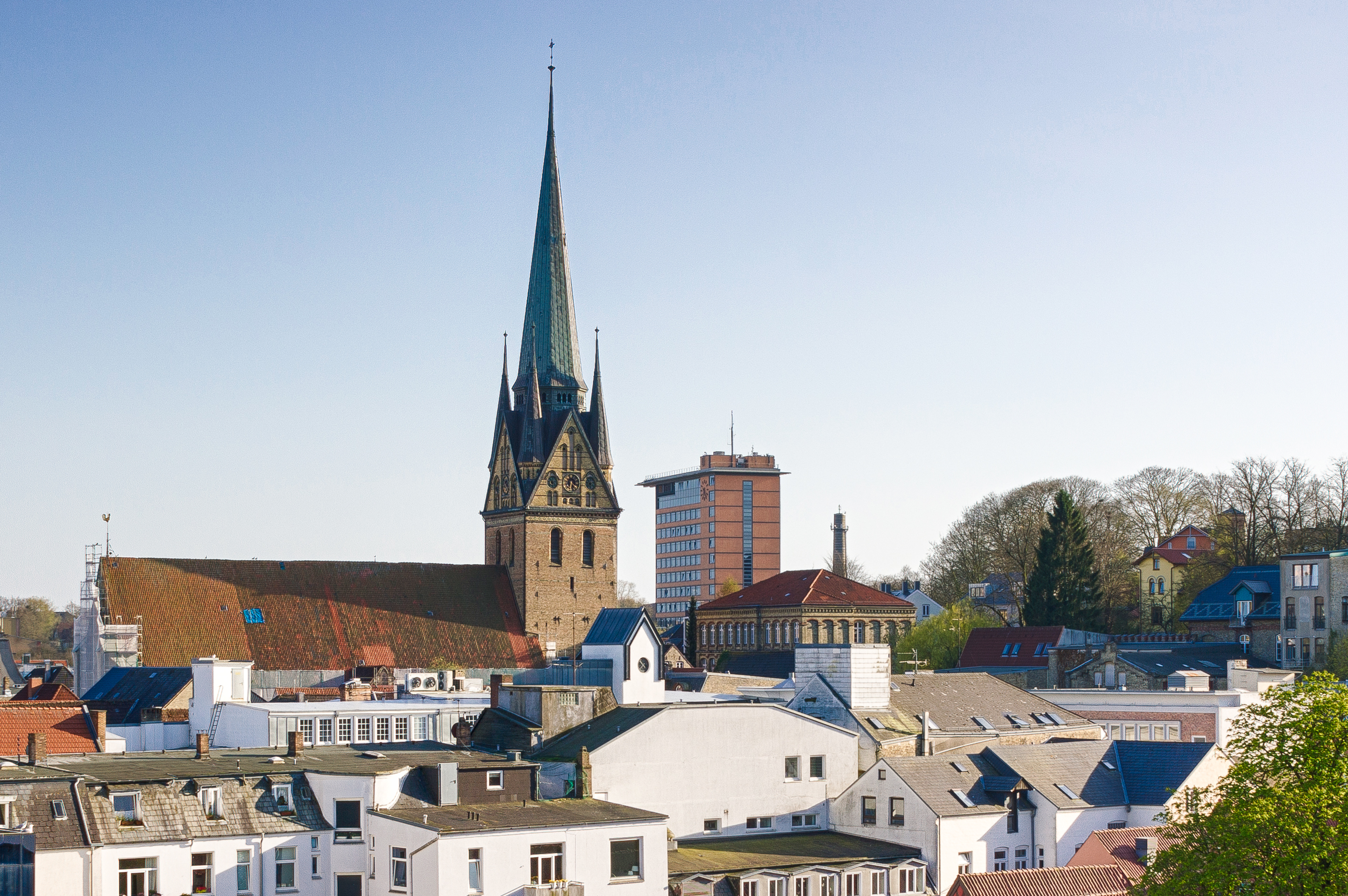
Die Nikolaikirche (2015)

## Ausstattung

### Altar

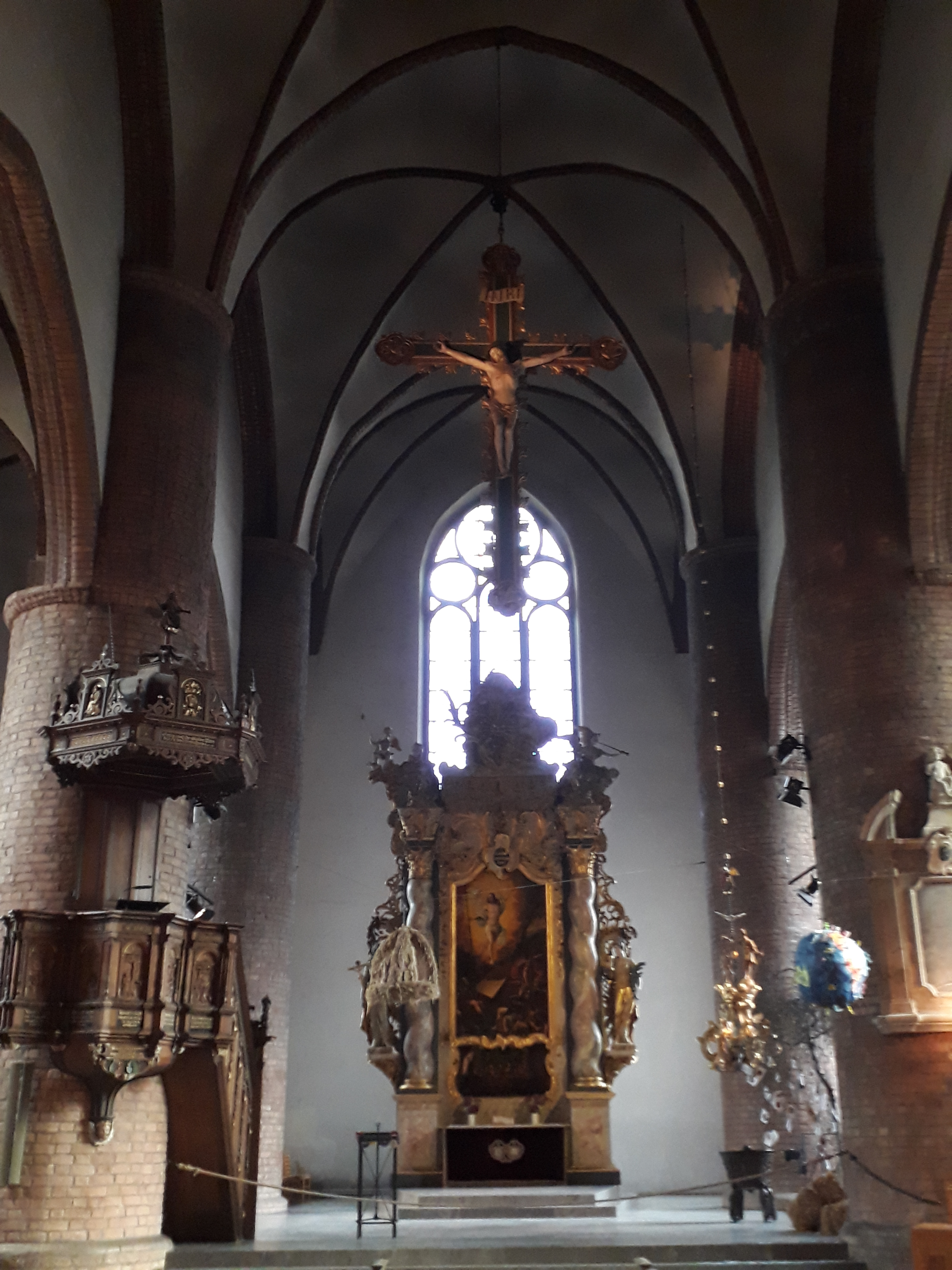
Altar

Der Altar wurde 1749 von Margarethe Cäcilie Valentiner, der Witwe von Wilhelm Valentiner, gestiftet. Das Hauptbild eines unbekannten Künstlers zeigt die Auferstehung, das darunter befindliche Bild zeigt das letzte Abendmahl. Der Altar ist ein seltenes Beispiel für das Changieren des späten Barock ins Rokoko. Lebensgroße Tugenden (Glaube und Hoffnung) flankieren eine von riesenhaften gedrehten Säulen gerahmte Auferstehung von B.Nolde, die ornamental aufgelöstes Gebälk und – asymmetrisch angeordnet – Posaunenengel, Putten und Rocaille bekrönen.

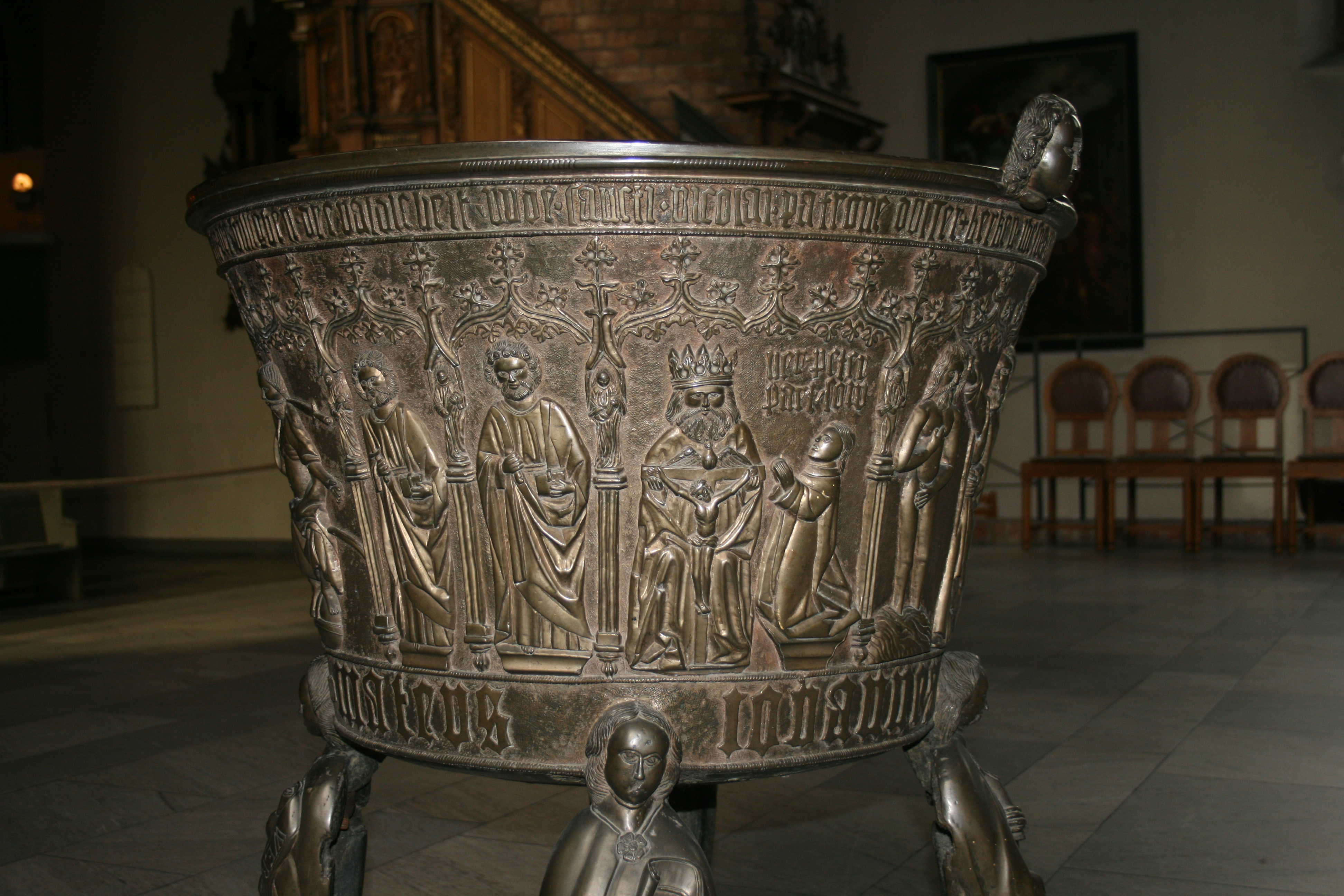
Fünte der Bronzetaufe mit Darstellung des Gnadenstuhls

### Taufbecken
Das bronzene Taufbecken wurde Ende des 15. Jahrhunderts in Flensburg gegossen. Vergleichbare Taufbecken stehen in der Flensburger Marienkirche, der Eckernförder St.-Nicolai-Kirche und der Haderslebener Marienkirche.

## Orgeln

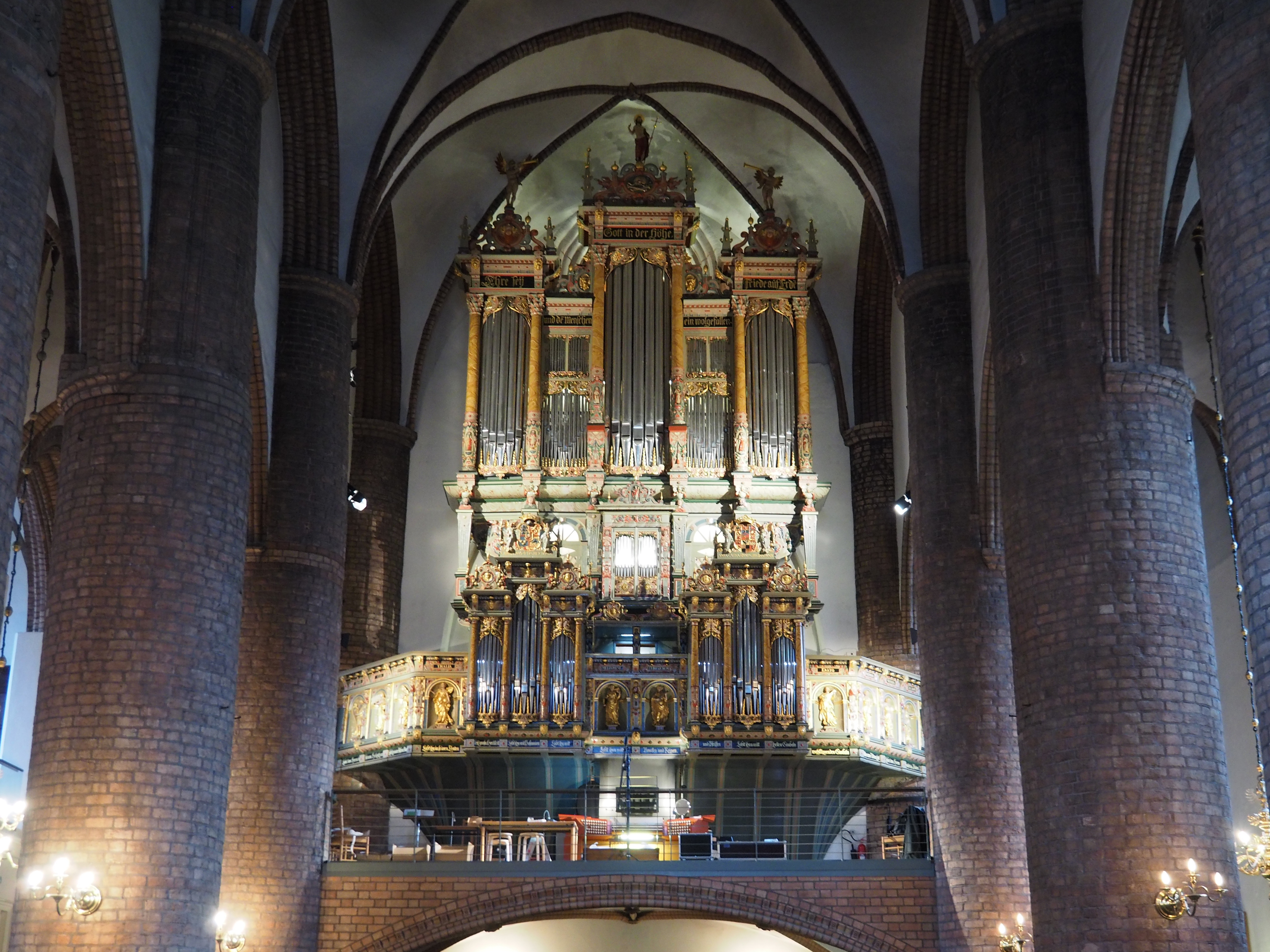
Blick durch das Hauptschiff zur Orgel

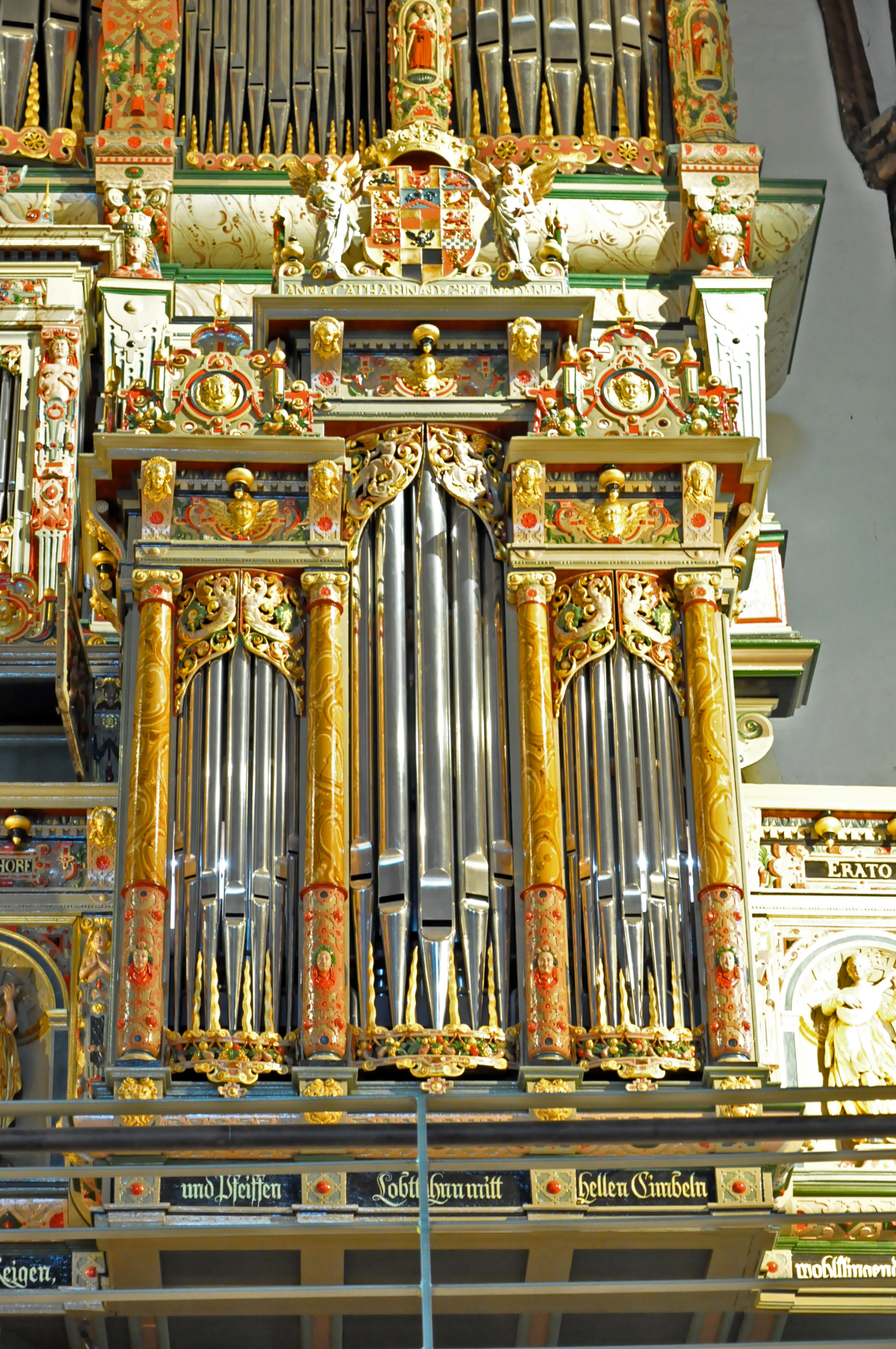
Rückpositiv mit reichem Renaissance-Schmuck

St. Nikolai verfügt auf der Sängerempore über eine „Doppelorgel“, die in dieser Form weltweit einmalig ist. Sie besteht aus zwei Stilinstrumenten, die in den Jahren 1997 bis 2009 von dem Marburger Orgelbauer Gerald Woehl geschaffen wurden: In dem historischen Gehäuse befindet sich die Schnitger-Orgel, dahinter befindet sich die Symphonische Orgel.

### Geschichte der Orgel
Die Ursprünge der Schnitger-Orgel gehen zurück auf das beginnende 17. Jahrhundert. Im Auftrag des dänischen Königs Christian IV. erbaute Nikolaus Maaß, Hoforgelbaumeister in Kopenhagen, in den Jahren von 1604 bis 1609 eine Orgel. Von 1707 bis 1709 hatte Arp Schnitger die Maaß-Orgel in ein barockes Orgelwerk umgebaut und erweitert. Nach dem Brand des Turmes im Jahr 1877 erweiterte die Apenrader Orgelbaufirma Marcussen & Søn das Instrument im Jahr 1878 für symphonische Musik, entsprechend dem damaligen Klangempfinden der Romantik. Von 1869 bis 1916 war Emil Fromm Organist an St. Nikolai. An ihn erinnert eine Gedenktafel in der Kirche.
Nachhaltige Veränderungen erfuhr das Instrument im Jahr 1920, als die Orgelbaufirma Sauer das Instrument zu einer großen, pneumatischen Orgel umbaute, die sich nicht mehr an die Architektur und Abmessungen des alten Gehäuses hielt, sondern darüber hinaus ging. Nach weiteren Umbauten und Vergrößerungen in den Jahren 1938 und 1958 zeigte sich in den 1990er Jahren, dass eine grundlegende Erneuerung unaufschiebbar war.

### Prospekt
Das Instrument wurde in einem prachtvoll geschnitzten und bemalten Renaissance-Orgelprospekt untergebracht, der in den Jahren 1604 bis 1609 von dem Bildschnitzer Heinrich Ringerink gefertigt wurde.
Bis zur Errichtung der Sängerempore hing die Orgel als Schwalbennestorgel an der Westwand. Das Hauptwerk befand sich in dem oberen, durch Pfeifentürme gegliederten Teil des Prospekts, auf dessen Giebeln mittig eine Figur des wiedererstandenen Christus steht, jeweils seitlich davon ein Posaunenengel. Von den ursprünglichen Flügeltüren vor dem Hauptwerk sind noch drei großformatige Gemälde vorhanden. In die Emporen-Brüstung eingelassen sind die beiden Teilwerke des Rückpositivs, die jeweils aus 3-gestaffelten Pfeifentürmen bestehen. An ihnen befinden sich zwei Wappenschilde (des dänischen Königs Christian IV. und seiner Frau Anna Catharina), die von Engeln gehalten werden. In den Nischen der Brüstungen sind die neun Musen und der Psalmist König David zu sehen.
In den Jahren 1997 bis 2004 ist der Prospekt restauriert worden. Dabei wurde die ursprüngliche Farbfassung aus dem Jahr 1609 wiederhergestellt.

### Schnitger-Orgel
Im historischen Gehäuse ist die Klanggestalt der Schnitger-Orgel entsprechend der Disposition von 1707/1709 rekonstruiert worden. Das Instrument hat eine mechanische Spieltraktur (Hängetraktur) und mechanische Koppeln. Die Spielanlage mit drei Manualen und Pedal befindet sich am Hauptwerksgehäuse auf der alten Orgelempore Ringerinks, zwischen den Rückpositiven und dem Hauptgehäuse.
| I Rückpositiv CD–c3 |                  |     |
| 01.                 | Principal        | 08′ |
| 02.                 | Quintadena       | 08′ |
| 03.                 | Gedackt          | 08′ |
| 04.                 | Octav            | 04′ |
| 05.                 | Floit            | 04′ |
| 06.                 | Octav            | 02′ |
| 07.                 | Sexquialtera II0 |     |
| 08.                 | Mixtur V–VI      |     |
| 09.                 | Dulcian          | 16′ |
| 10.                 | Baarpfeife       | 08′ |
|                     | Tremulant        |     |

| II Hauptwerk CD–c3 |              |     |
| 11.                | Principal    | 16′ |
| 12.                | Bordun       | 16′ |
| 13.                | Octav        | 08′ |
| 14.                | Rohrflöte    | 08′ |
| 15.                | Octav        | 04′ |
| 16.                | Nasat        | 03′ |
| 17.                | Super Octav0 | 02′ |
| 18.                | Mixtur V–VII |     |
| 19.                | Cimbel III   |     |
| 20.                | Trommet      | 16′ |
| 21.                | Trommet      | 08′ |
| 22.                | Vox humana   | 08′ |

| III Brustwerk CD–c3 |                  |        |
| 23.                 | Fluit dues       | 08′    |
| 24.                 | Blockfloit       | 08′    |
| 25.                 | Octav            | 04′    |
| 26.                 | Octav            | 02′    |
| 27.                 | Sieflit          | 01 ⁄2′ |
| 28.                 | Waldfloit        | 02′    |
| 29.                 | Rauschpfeife II0 |        |
| 30.                 | Scharf IV        |        |
| 31.                 | Dulcian          | 08′    |
| 32.                 | Crumphorn        | 08′    |
|                     | Tremulant        |        |

| Pedal CD–d1 |                  |     |
| 33.         | Untersatz        | 16′ |
| 34.         | Octav            | 08′ |
| 35.         | Octav            | 04′ |
| 36.         | Rauschpfeife II0 |     |
| 37.         | Mixtur V–VI      |     |
| 38.         | Nachthorn        | 02′ |
| 39.         | Posaunen         | 16′ |
| 40.         | Trommet          | 08′ |
| 41.         | Schalmey         | 04′ |
| 42.         | Cornet           | 02′ |

- Koppeln: III/II
- Nebenregister: Zwei Cimbelsterne am Rückpositiv

### Symphonische Orgel mit Fernwerk

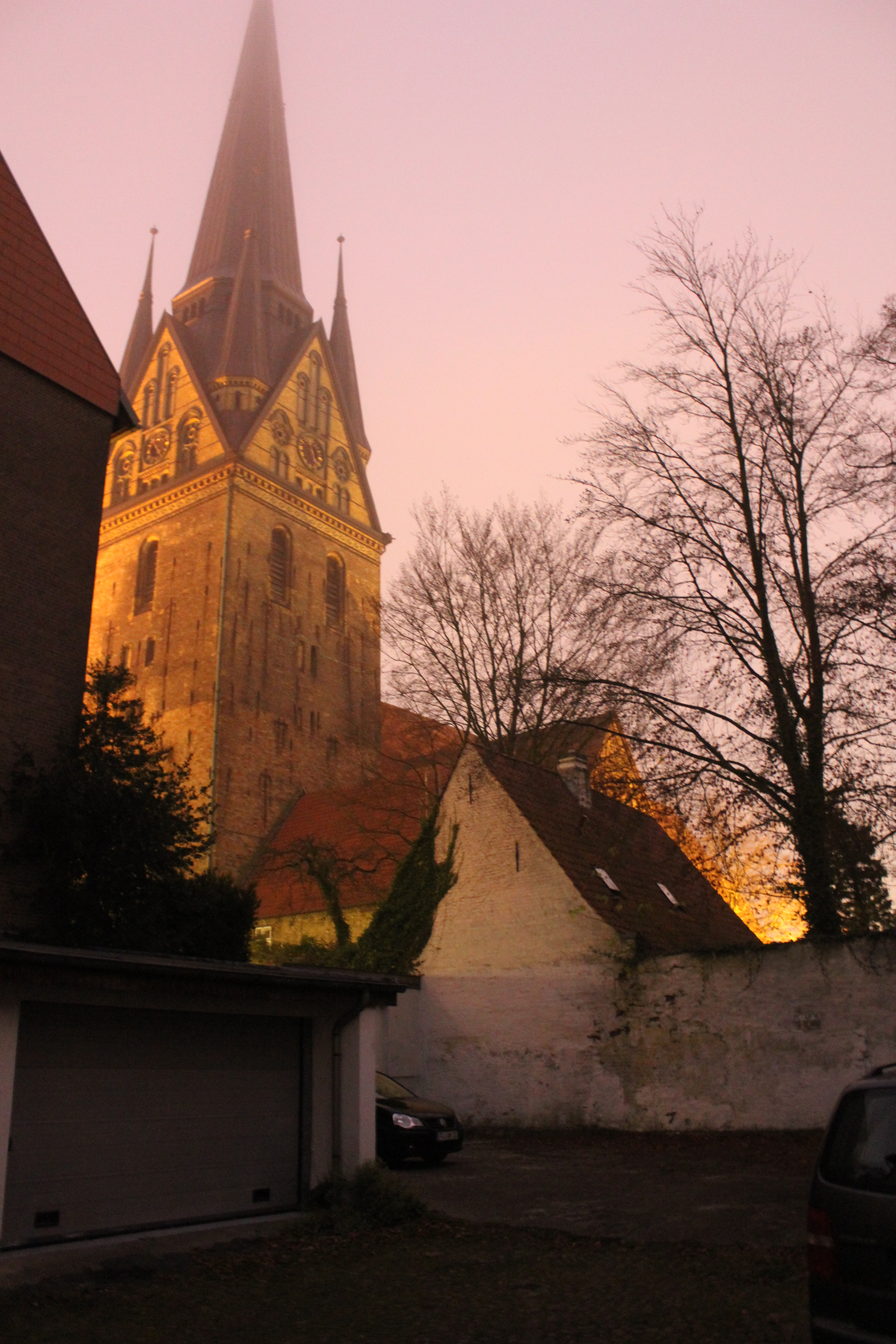
Stadtmauerreste nahe der Nikolaikirche

Im Hintergrund der Schnitger-Orgel steht die Symphonische Orgel mit ihrem romantischen Klangbild. Das Instrument hat einen freistehenden Spieltisch (vier Manuale und Pedal) auf der Sängerempore. Die Spieltrakturen (Hängetraktur) und Koppeln sind mechanisch, die Registertrakturen elektrisch. Das Solowerk befindet sich über dem Hauptgehäuse.
Von der Symphonischen Orgel aus wird auch das schwellbare Fernwerk angespielt. Es befindet sich auf dem Dachboden über dem Chorraum (in rund 30 Metern Höhe), ca. 50 Meter von der Orgel entfernt, die akustischen Schallaustritts-Öffnungen sind oberhalb des Altarraums auf der rechten Seite eingelassen. Das Fernwerk besteht weitgehend aus historischem Material aus dem Jahr 1920. Damals hatte die Orgelbaufirma Sauer mit dem Bau eines Fernwerks begonnen, das angesichts der damaligen Inflation aber nicht vollendet wurde, sondern in den 1930er Jahren abgebaut und für eine spätere Vollendung eingelagert wurde. Aus den vorhandenen Windladen und dem Pfeifenwerk ist das Fernwerk wiedererstanden. Es wird elektrisch (mittels Lichtleitertechnik) von der symphonischen Orgel aus angespielt.
| I Hauptwerk C–a3 |                    |        |
| 01.              | Principal          | 16′    |
| 02.              | Bourdon            | 16′    |
| 03.              | Octave             | 08′    |
| 04.              | Rohrflöte          | 08′    |
| 05.              | Flute harm.        | 08′    |
| 06.              | Gambe              | 08′    |
| 07.              | Octave             | 04′    |
| 08.              | Nasard             | 03′    |
| 09.              | Quinte             | 02 ⁄3′ |
| 10.              | Super Octav 0      | 02′    |
| 11.              | Groß Mixtur VII-IX | 0      |
| 12.              | Mixtur V–VI        | 0      |
| 13.              | Cornet V           | 0      |
| 14.              | Trompete           | 16′    |
| 15.              | Trompete           | 08′    |
| 16.              | Trompette          | 08′    |
| 17.              | Vox humana         | 08′    |

| II Positiv C–a3 |                   |        |
| 18.             | Principal         | 08′    |
| 19.             | Quintadena        | 08′    |
| 20.             | Gedackt           | 08′    |
| 21.             | Octave            | 04′    |
| 22.             | Flöte             | 04′    |
| 23.             | Octave            | 02′    |
| 24.             | Sesquialtera II 0 | 02 ⁄3′ |
| 25.             | Mixtur VI–VIII    |        |
| 26.             | Dulcian           | 16′    |
| 27.             | Baarpfeife        | 08′    |
|                 | Tremulant schwach | 0      |

| III Schwellwerk C–a3 |                      |     |
| 28.                  | Quintatön            | 16′ |
| 29.                  | Viola di Gamba       | 08′ |
| 30.                  | Voix céleste         | 08′ |
| 31.                  | Flute traverse       | 08′ |
| 32.                  | Bourdon              | 08′ |
| 33.                  | Viola                | 04′ |
| 34.                  | Flûte octaviante     | 04′ |
| 35.                  | Piccolo              | 02′ |
| 36.                  | Bombarde             | 16′ |
| 37.                  | Trompette harmonique | 08′ |
| 38.                  | Clairon harmonique   | 04′ |
| 39.                  | Basson-Hautbois 0    | 08′ |
| 40.                  | Voix humaine         | 08′ |
|                      | Tremulant stark      |     |

| IV Solo C–a3 |                      |  |
| 41.          | Grand Cornet 5-fach0 |  |
| 42.          | Carillon 3-fach      |  |

| IV Fernwerk (schwellbar) C–a3 |                  |     |
| 43.                           | Quintatön        | 16′ |
| 44.                           | Echobordun       | 08′ |
| 45.                           | Vox angelica     | 08′ |
| 46.                           | Echogambe        | 08′ |
| 47.                           | Fugara           | 04′ |
| 48.                           | Traversflöte     | 04′ |
| 49.                           | Mixtur 4-fach    |     |
| 50.                           | Horn             | 08′ |
| 51.                           | Vox humana       | 08′ |
|                               | Tremulant        |     |
| Fernpedal C–f1                |                  |     |
| 52.                           | Groß Gedacktbass | 32′ |
| 53.                           | Gedacktbass      | 16′ |
| 54.                           | Bordun           | 8′  |

| Pedal C–f1 |                 |     |
| 55.        | Bourdon         | 32′ |
| 56.        | Untersatz       | 16′ |
| 57.        | Gedackt         | 16′ |
| 58.        | Octave          | 08′ |
| 59.        | Gedackt         | 08′ |
| 60.        | Octave          | 04′ |
| 61.        | Nachthorn       | 02′ |
| 62.        | Rauschpfeife II |     |
| 63.        | Mixtur V-VI     |     |
| 64.        | Posaune         | 16′ |
| 65.        | Trompete        | 08′ |
| 66.        | Schalmey        | 04′ |
| 67.        | Bombarde        | 32′ |
| 68.        | Bombarde        | 16′ |
| 69.        | Trompette       | 08′ |
| 70.        | Clairon         | 4′  |

- Koppeln:
  - Normalkoppeln: II/I, III/I, IV/I, III/II, I/P, II/P, III/P, IV/P
  - Discant-Oktavkoppeln: IV/I, IV/IV, IV/P
  - Suboktavkoppeln: I/I, II/II, III/III, IV/IV, III/I, IV/I
- Spielhilfen:
  - Appels[13]: Appel I, Appel II, Appel III, Appel P, Walze an, Barocker Wind an, Symphonischer Wind an

## Geistliche
- Gerd Slewert, Reformator
- Johann Reinboth (1609–1673), Hauptpastor 1636–1639
- Stephan Klotz, 1636 bis 1668 Generalsuperintendent für Holstein königlichen Anteils
- Christoph Karl Julius Asschenfeldt, 1824 Diakon, 1829 Hauptpastor

## Bibliothek
Die Kirchenbibliothek wurde 1580 von Pastor Sebastian Schröder (1541–1593) begründet und war seitdem Jahrhunderte hindurch in dem noch heute an seinem ursprünglichen Standort im Archiv-Raum über der südlichen Eingangshalle in der Kirche stehenden großen Bücherschrank untergebracht. Zu ihr gehören 35 Inkunabeln aus ehemaligem Klosterbesitz. Von 1817 bis 1834 war sie vorübergehend in die Gymnasialbibliothek des Alten Gymnasiums eingeordnet. Ab 1908 befanden sich 323 Bände im Flensburger Museum. Seit 1991 wird die komplette Bibliothek zusammen mit der Propsteibibliothek und der Gymnasialbibliothek als Depositum in der Flensburger Leihverkehrs- und Ergänzungsbibliothek verwahrt.

## Bauliches Umfeld
Der ursprüngliche Kirchhof wurde nach 1813 aufgegeben, als man auf dem westlichen Stadtfeld den heutigen Alten Friedhof einrichtete. An den Turm sind im Süden das Organistenhaus und im Norden die alte Schule angebaut. Ursprünglich war die Kirche durch eine Häuserzeile (Südermarkt 17–19 und der westlichen Häuserzeile von Katsund) von Südermarkt und Holm abgetrennt, die jedoch 1898 abgebrochen wurden. In den 1970er Jahren wurde ersatzweise eine Tribüne mit Kiosk und Toiletten im Untergeschoss errichtet.